# غبار الهجير (مسلسل)
غبار الهجير هو مسلسل سعودي محافظ يتكون من موسمين . المسلسل قامت بإنتاجه قناة المجد الفضائية  وعرض على شاشتها في شهر رمضان المبارك. تم عرض الموسم الأول في رمضان (1429 هـ-2008), والموسم الثاني في رمضان (1430 هـ-2009). غبار الهجير من إخراج محمد المحيميد وتأليف محمد المحيميد (الجزء الأول) ومبارك المحيميد (الجزء الثاني).

## تصوير وأحداث المسلسل
تدور أحوال مسلسل غبار الهجير حول قصص من تراث المجتمع السعودي قديماً تقريباً من سنة 1100 هـ إلى 1200 هـ, لذلك اضطر القائمون على مسلسل غبار الهجير ببناء قرية ذات ديكورات خاصة تحمل طابع تاريخي. قام ببناء هذه القرية التاريخية الصغيرة المهندس إبراهيم الحمدان، واستغرق بناؤها تقريباً أربعة شهور متواصلة. تم تصوير المسلسل في محافظة عنيزة في منطقة القصيم بالسعودية.

## جوائز حصل عليها المسلسل
- حصل مسلسل غبار الهجير في موسمه الأول على جائزة أفضل المسلسلات السعودية عام 1429 هـ في إستفتاء أجرته صحيفة الرياض. حصل على نسبة 91.8% كأفضل مسلسل سعودي في 2008.
- حصل أيضاً نجم مسلسل غبار الهجير الممثل إبراهيم العنيزان على أفضل ممثل سعودي في (1429 هـ , 2008). وقد حصل إبراهيم العنيزان على نسبة 53% من مجموع التصويتات وحل الممثل فهد المطيري ثانياً بنسبة 12% وهو أيضاً مشارك في مسلسل غبار الهجير. توفي إبراهيم العنيزان بعد عرض المسلسل على قناة المجد الفضائية في 8 نوفمبر,2008.[5]

## أبطال المسلسل
- إبراهيم العنيزان.
- محمد الدبيخي.
- فهد المطيري
- إبراهيم الحمدان
- عبد المجيد الغفيص
- فيصل الرميحي.
- عمر الدغيري
- غنيم الغنيم
- عبد الله المطيري.
- وهيبي الوهيبي.
- أحمد الغفيص
- عبد المجيد الفوزان
- نورة الخضيري.
- سارة السريع.

ومن الأطفال كلاً من:
- علي الضحيان.
- تميم الخضيري.
- أحمد المحيميد.

## مسلسل محافظ
مسلسل غبار الهجير هو مسلسل محافظ مما يعني أنه يستغني عن إظهار النساء ضمن مشاهد المسلسل. كان البعض متخوف من نجاح المسلسلات المحافظة ولكن مسلسل غبار الهجير وقبله مسلسل مطبات غير مفهوم المسلسلات المحافظة.

## إعلان المسلسل
إعلان مسلسل غبار الهجير على يوتيوب

## وصلات خارجية
- موقع قناة المجد